# 霊幻道士完結篇 最後の霊戦
『霊幻道士完結篇 最後の霊戦』（れいげんどうしかんけつへん さいごのれいせん、原題：殭屍叔叔、英題：Mr.Vampire Saga IV）は、1988年公開の香港映画。19世紀中国を舞台にしたアクションホラーコメディ。霊幻道士シリーズと呼ばれる一連の作品の4作目。日本での公開は1989年8月26日。
同シリーズ中でも特にコメディ色を強く押し出している特徴がある。

## ストーリー
昔々、人里から遠く離れた山奥に2軒の家があり、それぞれに道士と和尚が弟子と共に暮らしていた。ところが、この2人は顔を合わせる度に喧嘩を始めてしまうほど非常に仲が悪く、道士のいたずらと和尚の仕返しが毎日のように行われていた。
そんなある日、道士の後輩が隊を成して黄金の棺を運ぶ場面に遭遇し、その棺に眠る者がキョンシーである事を知った道士は一抹の不安を覚えつつも、魔除けの力を持つ餅米を託して後輩を見送った。その夜、森の中で突然に激しい雷雨に襲われた一隊が急いで野営の準備をしていた最中に棺の封印が解けてしまい、キョンシーが蘇ってしまった。

## 登場人物
道士（四目道長）※日本語吹き替え版では ゴクウ道士
出演：アンソニー・チェン　日本語版吹き替え：青野武
和尚の隣家に住む道士。和尚とは長年に渡る犬猿の仲にある。邪悪を滅する金色の剣を自在に操り、あらゆる法術を修めた優秀な道士ではあるものの、非常に口が悪く短気な上にわがままで負けず嫌い。カーロウが一張羅としている薄汚れた上衣は8年をかけてようやく道士から下げ渡された物で、自身の道袍なども薄汚れてボロボロになっていても気にせずに身に纏うほどの酷いケチでもある。
カーロウ（嘉樂） ※日本語吹き替え版では ポテト
出演：チン・カーロッ　日本語版吹き替え：水島裕
道士の弟子。道士の家に住み込んで修行に励みつつ家事全般やキョンシーの世話も行っている。和尚が連れ帰ったチンチンに好意を抱いている。
和尚（一休大師）※日本語吹き替え版では あんぱん和尚
出演：ウー・マ　日本語版吹き替え：増岡弘
道士の隣家に住む仏僧。道士とは犬猿の仲だが、カーロウに慕われている。道中でチンチンを弟子に取り、自宅へ連れ帰った。僧侶でありながら体術に優れ、相手の動きを封じる鏡の術やキョンシーの毒に対する知識も備えている。
チンチン（菁菁）
出演：ロレッタ・リー　日本語版吹き替え：渕崎ゆり子
和尚の弟子。普段は優しい性格の持ち主だが、一旦怒りが爆発すると手が付けられなくなるほどの気性の荒い一面を見せる。
ツル道士（千鶴道長）※日本語吹き替え版では ツル道長
出演：チャン・ファット　日本語版吹き替え：西村知道
中国屈指の道士。皇帝の勅令により、4人の弟子を引き連れて黄金の棺を都に搬送するための道長として隊列を先導する。
キョンシー（皇族殭屍）
出演：チェン・ウィンチュン　日本語版吹き替え：不明
殿下の叔父。生前は皇室に連なる縁者であり、火葬を禁じた皇帝の勅令に頭を悩ませたツル道士の苦肉の策で黄金の棺に厳重に封印されていた。道中で不意に襲われた雷雨の影響で封印が解けて覚醒してしまう。
殿下（由皇子）
出演：ホー・キンウェイ　日本語版吹き替え：不明
キョンシーの甥。黄金の棺を都に搬送する隊列の代表として参加していたが、復活したキョンシーに襲われてしまう。
カラス丸（鄔侍郎）
出演：ユン・ワー　日本語版吹き替え：岸野幸正
殿下の側近を務めるオカマ。本人の談によると宦官ではない。ツル道士の意見を理解できずに反発する事が多く、後にキョンシーを覚醒させる原因を作ってしまう。
キツネ（狐狸精）
出演：ウォン・ヨォクワン　日本語版吹き替え：不明
化け狐。妖艶な女性に化け、キョンシー隊を引き連れて山中を進む道士に襲い掛かる。

## スタッフ
- 監督：リッキー・ラウ
- 製作総指揮：レナード・ホー
- 製作：サモ・ハン・キンポー、チン・プイ・ワー
- 脚本：ロー・ワェンキョン
- 原案：リッキー・ラウ
- 武術指導：ユン・ワー、サモ・ハン・キンポー・グループ
- 音楽：ジェームズ・ウォン
- 撮影：ラウ・ムントン、ワォン・ゾンピュウ、ラム・アードウ

## 作品解説
同シリーズにおいてラム・チェンインが出演および技術参加していない唯一の作品であり、この作品を最後にサモ・ハン・キンポーはシリーズの製作から退いた。

## 用語
用語については、霊幻道士#用語を参照。

## 本作にのみ登場する道具
金色の剣
本来は道士がキョンシーと対峙する際には桃剣または銭剣が用いられるが、アンソニー・チェン演じる本作の道士に限ってはこれらは一切用いずに鈍い金色に輝く剣を用いる。脇差ほどの小型のものから身の丈ほどの大型のものなど、数本が存在する。
厨子
本来は道長がキョンシー隊を導く際には旗を携えて灯明を守りつつ鐘を鳴らすが、アンソニー・チェン演じる本作の道士に限っては小さな鐘をいくつも備えた厨子の中央に灯明を安置し、首から提げた状態で両手に持って鐘を揺り鳴らす。
銭眼鏡
道士が用いる、清めた大型の銭に赤い紐を結び付けた眼鏡状の道具。これを装着すると、妖怪が嫌う霊力光線を放射できる。
八葉鏡
和尚が用いる、胎蔵曼荼羅の中央部「中台八葉院」を模した凸面鏡。法力を込めた八葉鏡に姿を写し出された者は体の自由を奪われ、さらに鏡面に人形を押し当てて顔を写し取る事で傀儡の術にもなる。ちなみに、作品中には八卦鏡は一切登場しない。